# 中国人民武装警察部队北京市总队
中国人民武装警察部队北京市总队，简称武警北京总队，是武警内卫总队，正军级，机关驻地北京市朝阳区工人体育场东路15号。

## 沿革
1966年6月，中国人民公安部队北京市总队改称中国人民解放军警卫第二师，隶属于北京卫戍区建制。1983年2月，中国人民解放军警卫第二师改称中国人民武装警察部队北京市总队，为正师级单位，隶属于武警总部和北京市公安局建制。1991年5月，武警北京总队改称中国人民武装警察部队北京市第一总队。同时，以原武警北京总队一部及野战部队一部合编为中国人民武装警察部队北京市第二总队。1995年，国务院、中央军委发出《国务院、中央军委关于调整中国人民武装警察部队领导管理体制的决定》，升级为副军级。1999年，武警北京市第一总队和第二总队合编为中国人民武装警察部队北京市总队。2008年11月，根据中央军委《关于调整武警北京总队、新疆总队等级问题的批复》的命令，武警北京总队、武警新疆总队升格为正军级。
1989年12月12日，根据国务院、中央军委批准，北京军区陆军第六十五集团军守备四师和守备三师一部改编为中国人民武装警察部队北京市第二总队，直属武警总部。所辖部队分别改编为中国人民武装警察部队北京市第二总队第十四、十五、十六、十七、十八、十九支队，原营、连改为大队、中队，原排、班的名称不变。1990年11月27日，《国务院、中央军委关于同意武警北京市第二总队和北京市总队第十三支队调防的批复》（国函〔1990〕97号）下发，武警北京市第二总队和武警北京市总队第十三支队分别由沙河机场、大兴县安定调防进驻新营房。1995年5月，武警北京市第二总队编入武警北京总队序列。1999年2月4日，国务院、中央军委决定以中国人民武装警察部队北京市第二总队为基础，组建中国人民武装警察部队北京市总队第三师，直属武警总部，中国人民武装警察部队北京市第二总队番号撤销。
2017年深化国防和军队改革前，武警北京总队下辖三个师和总队各直属单位。
武警北京总队第一师下辖：
- 第一支队：下辖第一大队第一中队[5]、第一大队第二中队（守卫北京工人体育馆[6]）、某大队第三中队（守卫北京站[7]）、第四中队[8]、第五中队[9]、第六中队[10]、第七中队[11]、第八中队（守卫中国航天科技集团公司）[12]、第九中队[13]、第十中队[14]、第十一中队[15]、第十二中队[16]、第十四中队[17]、第十五中队[18]、第四大队第十六中队[19][20]、第四大队第十七中队[21]、第四大队第十八中队（守卫奥林匹克公园[22]）、第四大队第十九中队[20]、某大队第二十一中队[23]、女兵中队[24]以及新训大队等。
- 第二支队：下辖女兵中队[25]等。
- 第三支队（守卫首都国际机场[26]）：下辖第一大队第一中队（担负机场专机楼的礼宾任务[27]）、第一大队第二中队[27]、第一大队第三中队[28]、第二大队第四中队[29]、第二大队第五中队[30]、第二大队第六中队[31]、某大队第七中队（守卫3号航站楼[32]）、第八中队[27]、第九中队[33]、第十中队[34]、第十一中队[27]、第十二中队[35]、新训大队[36]等。
- 第四支队：下辖第一大队第一中队[37][38]、第一大队第二中队[39]、第一大队第三中队[40]、第二大队第五中队[41]、第二大队第六中队（担负大兴区城市巡逻任务[42]）、第二大队第七中队[43]、第二大队第八中队[43]、第三大队第十一中队[44]、第三大队第十二中队[45]、第三大队第十三中队（守卫密云水库[46][47][48]）、第四大队第十四中队[49]、第四大队第十五中队（守卫密云看守所[50]）、第四大队第十六中队[51]、新训大队[52]等。
- 第五支队：下辖第一大队第一中队[53][54]、某大队第三中队[55]、第四中队[56]、某中队（武警国宾护卫队[57]）、第八中队[58]、第九中队[59]、第四大队仪仗中队（武警仪仗队[60][61][62]）、第十四中队[63]、防化中队[64]、特战分队[65]、新训大队[66]等。

武警北京总队第二师下辖：
- 第六支队：下辖某大队第二中队（机动中队[67][68]）、第五中队[69]、第十四中队（守卫北京宋庆龄故居[70][71]）、第十六中队（守卫中央电视台[72][73]）、第十七中队[74]、第十九中队[75]等。
- 第七支队
- 第八支队：下辖第一大队押运中队（担负押运火箭任务[76][77]）、第一大队第二中队（守卫某航天单位[78]）、第一大队第三中队（守卫中国运载火箭技术研究院首都航天机械公司[79]）、某大队第五中队[80]、第六中队[81]、第七中队（守卫明十三陵[82]）、第八中队[83]、第十中队[84]、第十一中队[85]、第十二中队[86]、第十三中队[87]、第十五中队[88]、第十六中队[89]、第十七中队[90]、新训大队[91]
- 第九支队（外事警卫部队）：下辖第一大队第一中队[92]、某大队第三中队[93]、第五中队[94]、第七中队[95]、第九中队[96]、第十中队[97]、第十一中队（礼炮中队）、第十四中队[98]、特勤中队[99][100]、新训大队[101]等。
- 第十支队（天安门警卫支队）[102]：下辖第一大队第一中队[103]、第一大队第二中队[104]、某大队第三中队[102]、第二大队第六中队（武警国旗护卫队[105][106][102][107]）、某大队第七中队（守卫故宫[108]）、第九中队[102]、第十中队（担负天安门金水桥前的安全守卫任务[109]）、新训大队[107]等。
- 第十一支队：下辖某大队第三中队[110]、第七中队[111]、第十三中队[112]等。

武警北京总队第三师下辖：
- 第十二支队
- 第十三支队（特勤支队）
- 第十四支队：下辖第二大队第六中队等。
- 第十五支队：下辖第四大队特勤中队[60]等。
- 第十六支队：下辖第二大队第四中队（守卫中国石化集团北京燕山石油化工有限公司炼油厂[46]）、第三大队[60]、第四大队第十中队（守卫北京西站地区[46]）等。

直属队包括：
- 第十七支队[113]：专司外事警卫。
- 第十八支队[113]
- 特种作战大队（武警雪豹突击队[113]）

直属单位包括：武警北京总队第一医院、第二医院、第三医院、武警军乐团等。
2017年，在武警部队调整改革中，武警北京总队体制编制调整。

## 编制
2017年改革后，武警北京总队下辖部队有以下副师级（正旅级）支队：
- 执勤第一支队（担负天安门地区警卫任务[114]）
- 执勤第二支队[115]
- 执勤第三支队[116]
- 执勤第四支队[117]
- 执勤第五支队[118]
- 执勤第六支队[119]
- 执勤第七支队[120]
- 执勤第八支队
- 执勤第九支队（負責使館區警備事宜[121]）
- 执勤第十支队
- 执勤第十一支队
- 执勤第十二支队
- 执勤第十三支队[122]
- 执勤第十四支队[123]
- 机动第一支队
- 机动第二支队[124]
- 机动第三支队
- 机动第四支队[125]

## 历任领导
2017年改革前
| 司令员 （2013年1月起由总队长改称司令员） 1. 黄英夫（1983年2月—1986年8月） 2. 张文奇（1986年8月—1990年7月） 3. 孟振德 武警少将（1990年7月—1996年2月） 4. 朱曙光 武警少将（1996年2月—1996年12月） 5. 刘红军 武警少将（1996年12月—2000年4月） 6. 杨德安 武警少将（2004年4月—2009年3月） 7. 魏哲 武警少将（2009年3月—2013年3月） 8. 王炳深 武警少将（2013年3月—2016年8月） 9. 李志刚 武警少将（2016年8月—2017年） 10. 李维杰 武警少将（2020年2月—2023年1月） 11. 李维杰 武警少将（2023年1月—） | 第一政治委员 1. 安林（1983年3月5日—1984年9月，北京市人民政府副市长兼） 2. 杨毓秀（1984年9月19日—1986年12月，北京市公安局党委书记兼） 3. 苏仲祥 副总警监（1986年12月—1995年3月，北京市公安局局长兼） 4. 张良基 副总警监（1995年3月—1999年3月，北京市公安局局长兼） 5. 强卫 副总警监（1999年6月—2001年9月，北京市公安局局长兼） 6. 马振川 副总警监（2001年9月—2010年2月，北京市公安局局长兼） 7. 傅政华 副总警监（2010年2月—2015年3月，北京市公安局局长兼） 8. 王小洪 副总警监（2015年3月—2017年，北京市公安局局长兼） | 政治委员 1. 李光（1983年2月—1986年8月） 2. 张世瑗 武警少将（1986年8月—1996年2月） 3. 喻林祥 武警少将（1996年2月—1997年12月） 4. 陈献智 武警少将（1998年1月—2000年4月） 5. 李清印 武警少将（2000年4月—2005年7月） 6. 马炳泰 武警少将（2005年12月—2009年3月） 7. 张瑞清 武警少将（2009年3月—2012年2月） 8. 程伟 武警少将（2012年12月—2016年5月） 9. 刘振所 武警少将（2016年5月—2017年） |

2017年改革后
| 司令员 1. 李志刚 武警少将（2017年—） | 政治委员 1. 刘振所 武警少将（2017年—） |

### 第二总队领导
| 中国人民武装警察部队北京市第二总队总队长 1. 马自新（1989年12月—1993年12月） 2. 刘启龙（1993年12月—1996年6月） 3. 卫新根（1996年6月—1999年2月） | 中国人民武装警察部队北京市第二总队政治委员 1. 陈献智（1990年6月—1996年12月） 2. 李汉文（1996年12月—1999年2月） |